# Laguna de los Pozuelos
Pomnik przyrody Laguna de los Pozuelos (hiszp. Monumento Natural Laguna de los Pozuelos) – pomnik przyrody w Argentynie, położony w departamentach Yavi, Rinconada i Santa Catalina w prowincji Jujuy. Obszar chroniony ma powierzchnię 16 224 hektarów. Utworzony został w 1980 roku. W 1990 roku obszar laguny został zakwalifikowany przez program „Człowiek i biosfera” jako rezerwat biosfery. W 1992 roku laguna została wpisana na listę Ramsar. Laguna scharakteryzowana jest w następujący sposób: Stała laguna o zmiennym zasoleniu, otoczona zarośniętym, półsuchym stepem, rozległymi mokradłami i rozległymi łąkami. Jedno z najważniejszych miejsc występowania ptaków wodnych i miejsc lęgowych ptaków przybrzeżnych w regionie północnych Andów. Do 26 000 flamingów wykorzystuje lagunę, a gniazduje tu jeden gatunek.
Park został utworzony w celu zachowania południowo andyjskiego ekoregionu Punta ze słonymi lagunami, błotniskami położonymi na terenie wysokich Andów. Położony jest na wysokości około 3600 m n.p.m. Laguna znajduje się w środku płaskowyżu otoczonego pasmami górskimi przekraczającymi 4000 m n.p.m. Laguna zasilana jest przez kilka rzek i strumieni o zmiennym przepływie. Jest najważniejszym zbiornikiem wodnym w tym rejonie.
Na obszarze laguny występuje wiele, często rzadkich, gatunków zwierząt.
Ssaki: 
- wikunia andyjska (Vicugna vicugna),
- lama andyjska (Lama glama),
- puma płowa (Puma concolor),
- nibylis andyjski (Lycalopex culpaeus),
- nibylis pampasowy (Lycalopex gymnocercus),
- ocelot andyjski (Leopardus jacobitu),
- skunksowiec andyjski (Conepatus chinga),
- liściouch Darwina (Phyllotis darwini),
- wieczorniczka powabna (Calomys lepidus)[5].

Ptaki: 
- nandu plamiste (Rhea pennat),
- kusacz ozdobny (Nothoprocta ornata),
- dzięcioł andyjski (Colaptes rupicola),
- gęś andyjska (Neochen melanoptera),
- rożeniec żółtodzioby (Anas georgica),
- cyraneczka żółtodzioba (Anas flavirostris),
- cynamonka (Anas cyanoptera),
- hełmiatka czerwonooka (Netta erythrophthalma),
- srebrzanka andyjska (Spatula puna),
- łyska amerykańska (Fulica americana),
- łyska wielka (Fulica gigantea),
- łyska rogata (Fulica cornuta),
- szablodziób andyjski (Recurvirostra andina),
- biegus płowy (Tryngites subruficollis),
- stokówka żółtoczelna (Bolborhynchus aurifrons),
- górzak andyjski (Oreotrochilus estella),
- rudoliczka szarobrzucha (Poospiza baeri) gatunek endemiczny,
- karakara patagońska (Polyborus megalopterus),
- aguja wielka (Geranoaetus melanoleucus)
- kondor wielki (Vultur gryphus).

Jednak najważniejszą i najbardziej charakterystyczną rodziną ptaków dla laguny jest rodzina flamingów. Należą do nich: flaming chilijski (Phoenicopterus chilens), flaming andyjski (Phoenicoparrus andinus), flaming krótkodzioby (Phoenicoparrus jamesi).
Płazy: 
- Pleurodema cinereum,
- Pleurodema marmoratum,
- Telmatobius marmoratus,
- Bufo spinosus[6][5]